# Оттон III (граф Равенсберга)

Графство Равенсберг (в центре жёлтым)

Оттон III (нем. Otto III. von Ravensberg; ок. 1246 — 25 марта 1305) — граф Равенсберга с 1249 года.
Сын Людвига фон Равенсберга и Адельгейды Дассельской. После смерти отца регентом при нём был назначен Бернхард фон дер Липпе. Однако Адельгейда увезла детей к своим ратцебургским родственникам, где они и воспитывались, а Бернхард фон дер Липпе силой занял Равенсберг и до 1259 года был правителем графства.
В 1264 году Оттон III вышел победителем в войне с графами Гесмольда. В 1267 году вместе с архиепископом Энгельбертом фон Фалькенбургом принял участие в битве при Цюльпихе.
В 1270 году умер бездетным Генрих IV фон Ольденбург-Вильдесхаузен, после чего Бург Флото перешёл в совместное владение Оттона III и его кузена Генриха Бергского.

## Семья
Жена (свадьба до 1268) — Гедвига цур Липпе (ум. 5 марта 1315), дочь Бернхарда III цур Липпе. Известно 9 их детей:
- Уда (Ода) (ум. 25 июня 1313), муж — Иоганн I фон Изенбург-Лимбург
- Гедвига (ум. не ранее 1346), муж — Торгильс Кнутсон, маршал Швеции (обезглавлен 9 февраля 1309)
- Герман, пробст в Тонгерне (1282), домхерр в Оснабрюке (1283—1296), канонник в Льеже (1295—1296), домхерр в Падерборне (1293)
- Людвиг, упом. с 1269 до 1294
- Оттон IV (до 1276—1328/1329), граф Равенсберга
- Бернхард (ум. 1346)
- София (ум. после 1328), муж — граф Хильдебольд I фон Ольденбург-Альтбруххаузен
- Адельгейда (ок. 1270 — ум. не ранее 1338), муж — ландграф Гессена Оттон I
- Ютта (ум. до 10 августа 1305), муж — граф Генрих III фон Гольштейн-Зондерсхаузен.